# Der ewige Friede. Ein Ausgestoßener, 2. Teil
Der ewige Friede. Ein Ausgestoßener, 2. Teil ist ein deutsches Stummfilmmelodram aus dem Jahr 1915 von Konrad Wieder.

## Handlung
Der Film schließt an dem zwei Jahre zuvor gedrehten Drama Ein Ausgestoßener, 1. Teil an. Guy Walser hat den gewissenlosen Verführer seiner Schwester Marguerite erschlagen und musste für diese Bluttat mehrere Jahre als Bagnosträfling verbringen. Seine Vergangenheit ist wie ein Brandmal auf seiner sozialen Existenz, das er niemals ablegen kann. Er hat Lucienne geheiratet, und beide bekamen mit Lilly eine zauberhafte Tochter. Trotz allen Reichtums, den sich Guy erarbeitet hat, bleibt er doch ein Ausgestoßener, der, wie der Titel insinuiert, nichts anderes als den ewigen Frieden für sich sucht. 
Immer wieder geschehen Dinge, die ihn an seine Vergangenheit erinnern und die ihm schwere Bürden auferlegen. Selbst seine Tochter muss für die eine Erbsünde des Vaters bitter bezahlen, als ihr Ehemann in spe, ein schmucker Offizier, erfährt, dass Lillys Vater einst ein Kerkersträfling war und sich daraufhin von ihr abwendet. Von tiefem Schmerz gepeinigt, sucht das Mädchen daraufhin Erlösung im Wasser eines Parkteiches. Als man ihrem Vater die Leiche seiner geliebten Tochter bringt, sucht auch Guy Walser den ewigen Frieden und erschießt sich.

## Produktionsnotizen
Der ewige Friede. Ein Ausgestoßener, 2. Teil entstand wohl zum Jahresbeginn 1915 und war rund 1400 Meter lang, verteilt auf drei Akte. Der Film passierte die Zensur im März 1915, erhielt Jugendverbot und wurde wenig später uraufgeführt.
Arzén von Cserépy, der sich hier noch Konrad Wieder nannte, gab hier mutmaßlich sein Regiedebüt.
Die Bauten stammen aus der Hand von Paul Leni.